# Besim Sahatçiu
Besim Sahatçiu (2. listopada 1935. – 20. listopada 2005.) bio je kosovski kazališni i filmski redatelj albanskog podrijetla. 
Nakon završetka gimnazije u Peći, Sahatçiu je studirao jezik i književnost na Sveučilištu u Beogradu. Nakon prekida studija zbog obveznog služenja vojnog roka nekoliko godina radio je kao prevoditelj za prve albanske novine u Jugoslaviji, Rilindja. Kasnije je završio režiju na Akademiji dramske umjetnosti u Zagrebu.
Režirao je nekoliko filmova tijekom karijere, a kao kazališni redatelj radio je u Nacionalnom kazalištu Kosova u Prištini.
Sahatçiujeva unuka britanska je pjevačica Rita Sahatçiu Ora.

## Vanjske poveznice
- Besim Sahatçiu u internetskoj bazi filmova IMDb-u (engl.)